# 32550 Sharonthomas
32550 Sharonthomas este o planetă minoră (asteroid), cu un diametru de 2,29 km, din centura de asteroizi. A fost descoperită pe 16 august 2001 la Experimental Test Site⁠(d) de Lincoln Near-Earth Asteroid Research. 
Obiectul prezintă o orbită caracterizată de o semiaxă mare de 2,4726539 UAi, o excentricitate de 0,15, o înclinație de 5,60949 ° în raport cu ecliptica.